# Вашца
Вашца (словен. Vašca) — поселення в общині Церклє-на-Горенськем, Горенський регіон, Словенія. Висота над рівнем моря: 391,1 м.